# دوره نارا

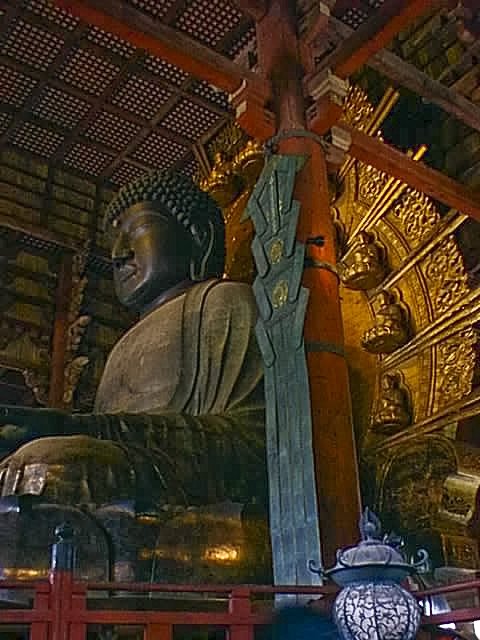
مجسمه بودای بزرگ (大仏) در معبد (تودای‌جی) در نارا، ۷۵۲ میلادی.

دوره نارا (به ژاپنی: 奈良時代, Nara jidai) بخشی از تاریخ کشور ژاپن است که از سال ۷۱۰ تا ۷۹۴ میلادی را پوشش می‌دهد.
دوره نارا از هنگامی آغاز شد که ملکه گِم‌مه‌ی پایتخت خود را هی‌جوکیو قرار داد که نام قدیم نارا بود. در این دوره حکومت ژاپن قدرت گرفت. ژاپن روابط دوستانه‌ای با پادشاهی کره‌ای شیلا و روابطی رسمی با امپراتوری چین داشت. نارا از شهر «چنگ‌آن» (شی‌آن امروزی) که پایتخت امپراتوری تانگ در چین بود الگوبرداری می‌کرد و با تمام توان در صدد وارد کردن تمدن چین بود. ژاپن هر بیست سال یک مرتبه نمایندگان سیاسی خود را به دربار تانگ اعزام می‌کرد. دربار تانگ چندان راضی نبود و در پاسخ هرگز نماینده رسمی به ژاپن نفرستاد، زیرا ژاپن به دنبال کسب مشروعیت از حکومت چین نبود. در این دوره بخش بزرگی از جامعه ژاپن پیرامون روستاها شکل گرفته بود و خوی کشاورزی داشت. بیشتر روستاییان پیرو آیین شینتو بودند و روح طبیعت و ارواح گذشتگان را ستایش می‌کردند. اما طبقات بالاتر جامعه خود را با الگوهایی که از چین میآمد منطبق می‌کردند. این گروه نحوهٔ نگارش زبان چینی (کانجیها) را می‌آموختند و به آیین بودایی گرایش داشتند. تلاش متمرکز دربار امپراتوری برای ضبط و مستند کردن تاریخ، سبب پیدایش اولین آثار ادبی ژاپن شد. آثار مهمی همچون کوجیکی و نیهون‌شوکی، در دوره نارا نوشته شده‌اند. این آثار طبیعتی سیاسی داشتند و در جهت توجیه برتری و تقویت بنیان امپراتوری بودند. فعالیت‌های اقتصادی و اجرایی در دوره نارا افزایش یافت. نارا از طریق راه‌ها به مراکز استانی پیوند خورد و مالیات‌ها به صورت کارآمد و منظم دریافت شد. سکه در این دوران هنوز به شکل گسترده مورد استفاده قرار نمی‌گرفت، اما ضرب سکه نیز آغاز شد. با همه این‌ها بیرون از نارا فعالیت‌های بازرگانی چشمگیری به چشم نمی‌خورد.